# 잃어버린 태양
"잃어버린 태양"(The Lost Sun)은 한국에서 제작된 고영남 감독의 1964년 멜로/로맨스 영화이다. 엄앵란 등이 주연으로 출연하였고 곽정환 등이 제작에 참여하였다.

## 출연

### 주연
- 엄앵란
- 강신성일
- 도금봉
- 장동휘

## 기타
- 조명: 고해진
- 미술: 노인택